# Tighnabruaich
Tighnabruaich (Taigh na Bruaich in lingua gaelica scozzese) è una località della Scozia, situata nell'area di consiglio di Argyll e Bute.